# Bellignies
Bellignies ist eine französische Gemeinde mit 810 Einwohnern (Stand 1. Januar 2022) im Département Nord in der Region Hauts-de-France. Sie gehört zum Kanton Aulnoye-Aymeries (bis 2015 Kanton Bavay) im Arrondissement Avesnes-sur-Helpe. Die Bewohner nennen sich Bellignois oder Bellignoises.

## Geographie
Die Gemeinde Bellignies liegt 15 Kilometer östlich von Valenciennes, 15 Kilometer westlich von Maubeuge und fünf Kilometer von der Grenze zu Belgien entfernt. Sie grenzt im Norden an Gussignies, im Osten an Houdain-lez-Bavay, im Süden an Saint-Waast und im Westen an Bettrechies.  Das Siedlungsgebiet befindet sich im Durchschnitt auf 102 Metern über Meereshöhe. Das Gemeindegebiet wird vom Fluss Hogneau durchquert. 

## Bevölkerungsentwicklung
| Jahr                       | 1962 | 1968 | 1975 | 1982 | 1990 | 1999 | 2008 | 2013 | 2020 |
| Einwohner                  | 903  | 880  | 888  | 912  | 901  | 836  | 919  | 866  | 809  |
| Quellen: Cassini und INSEE |      |      |      |      |      |      |      |      |      |

## Sehenswürdigkeiten

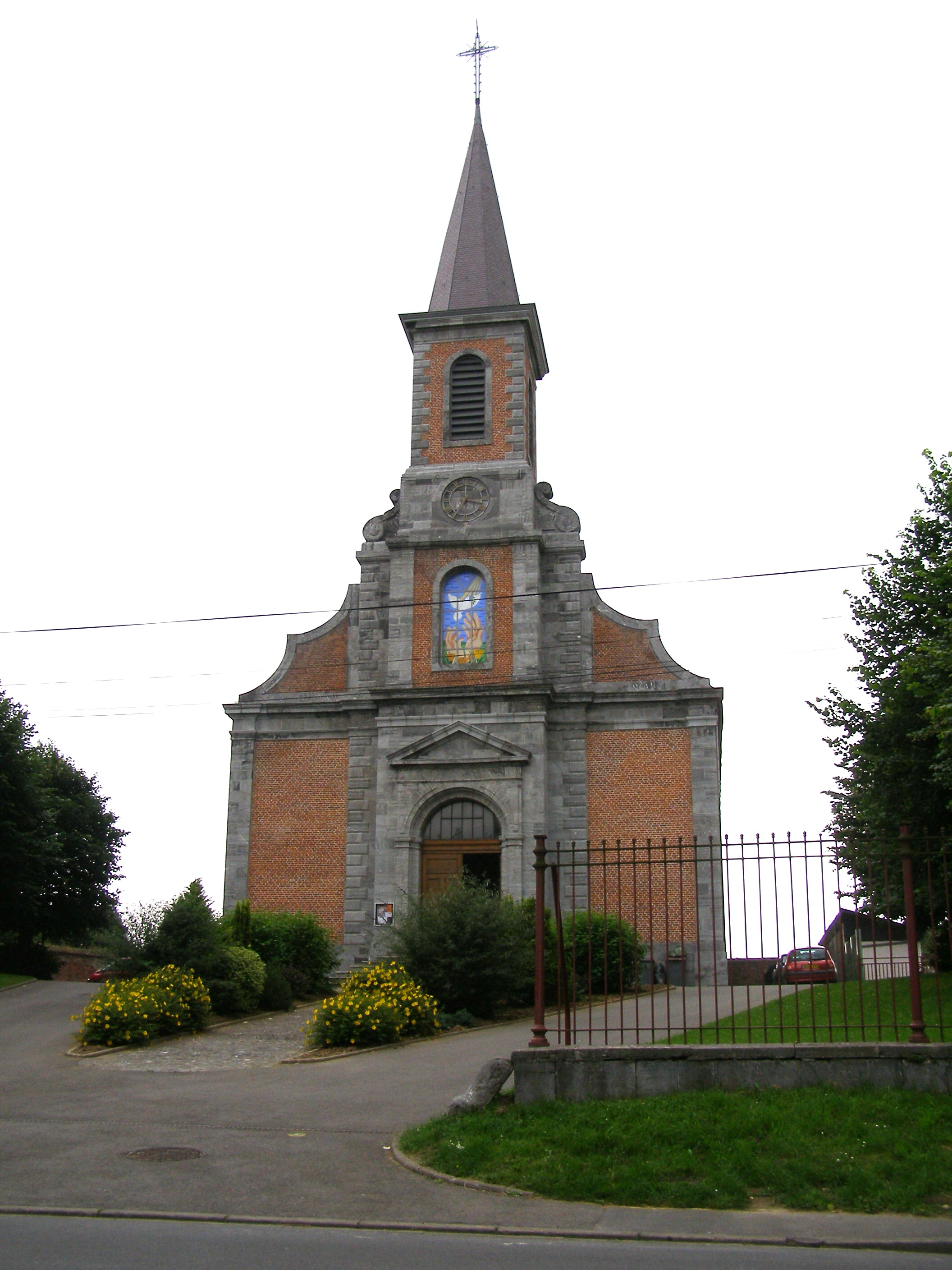
Kirche Saint-Barthélemy
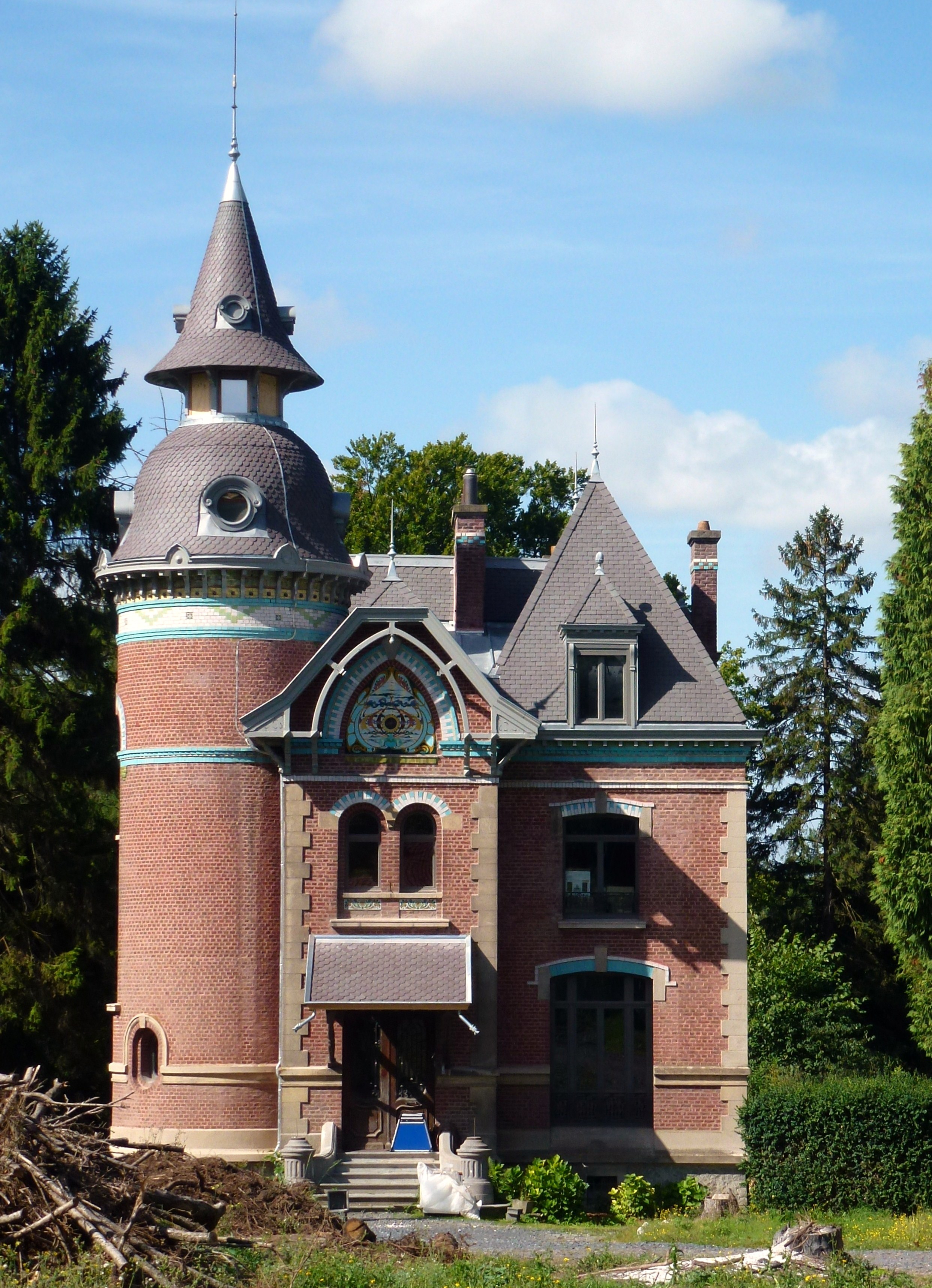
Schloss Bellegnies
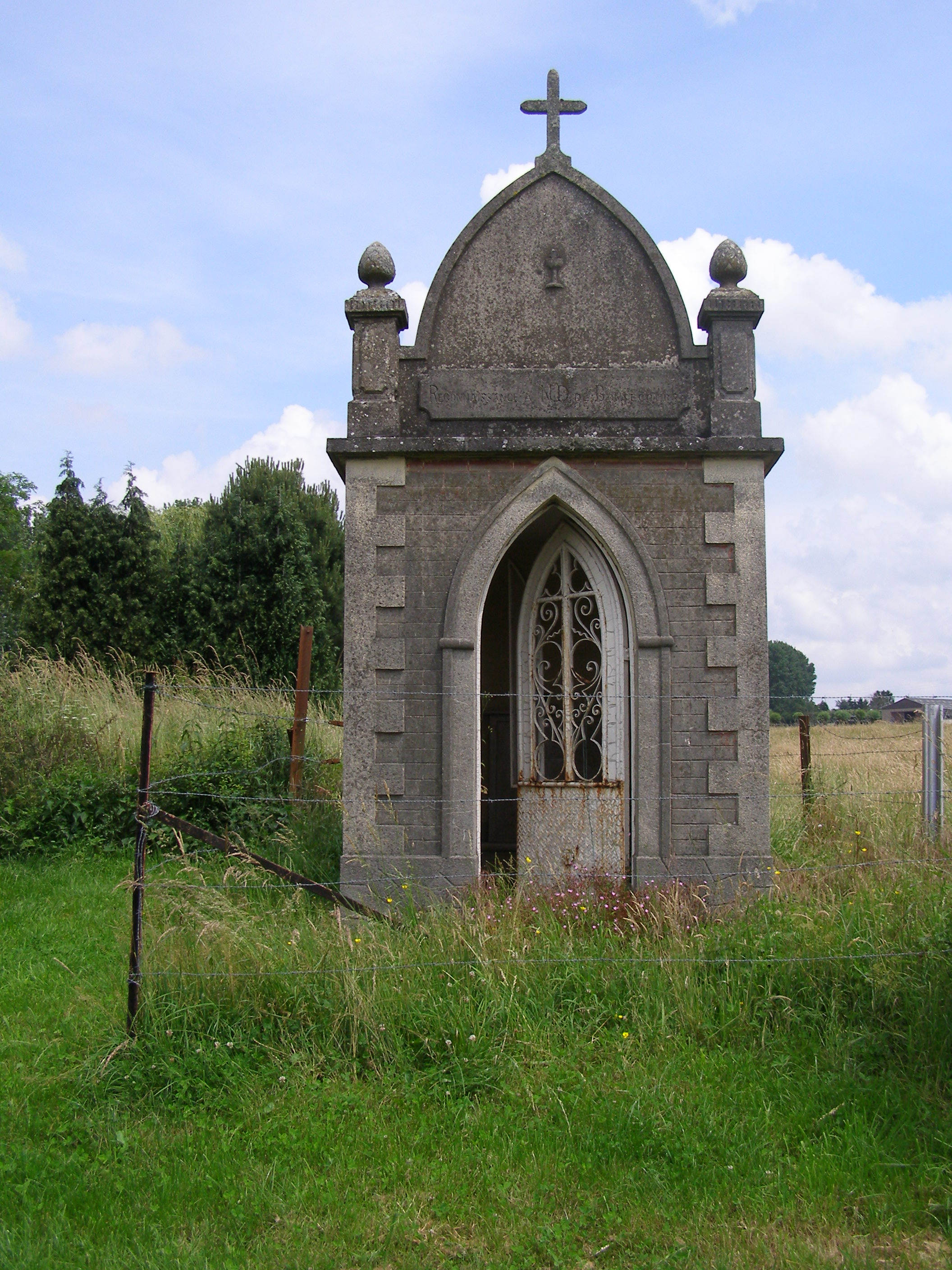
Oratorium Notre-Dame-de-Bonsecours
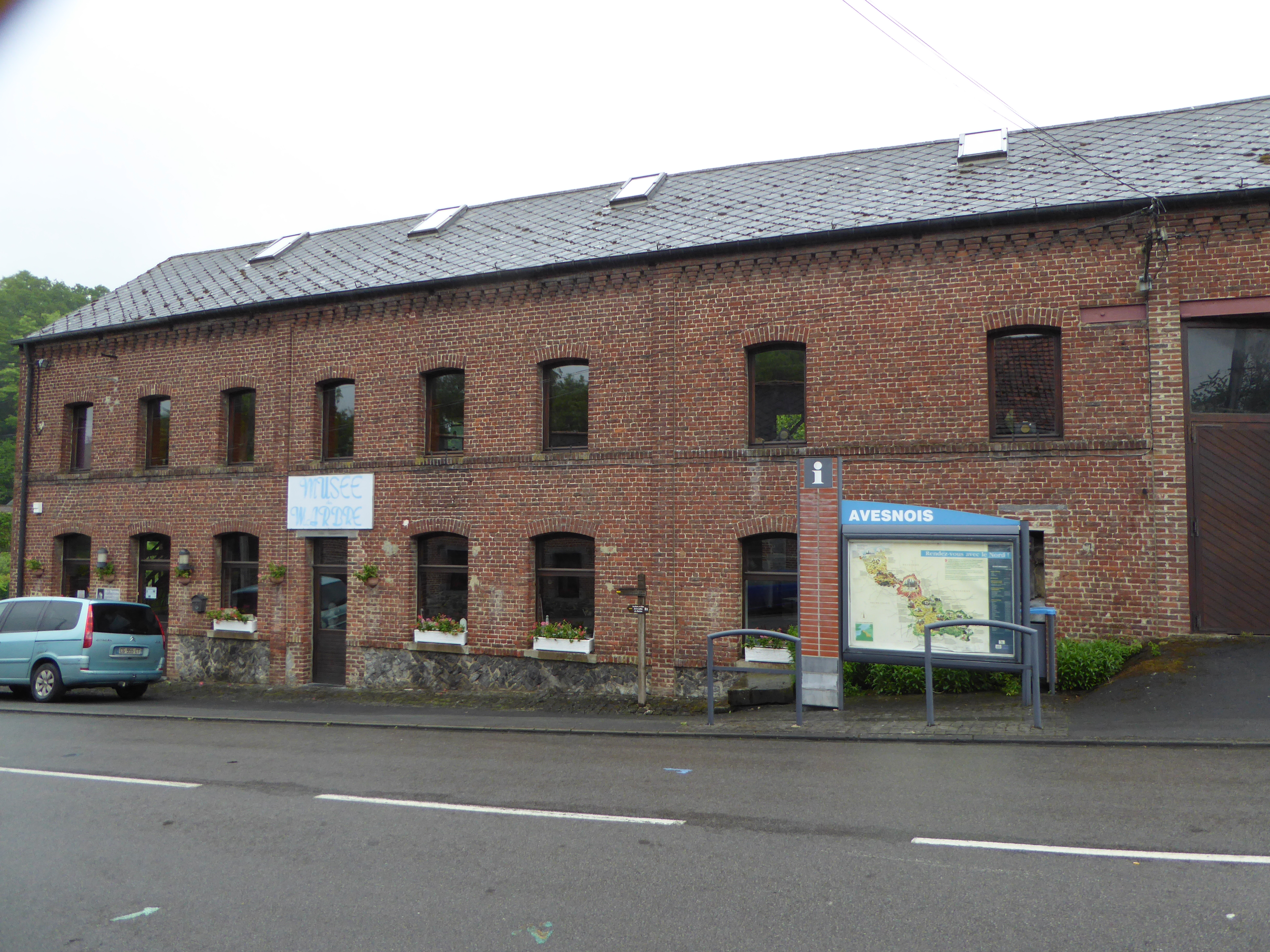
Marmor-Museum
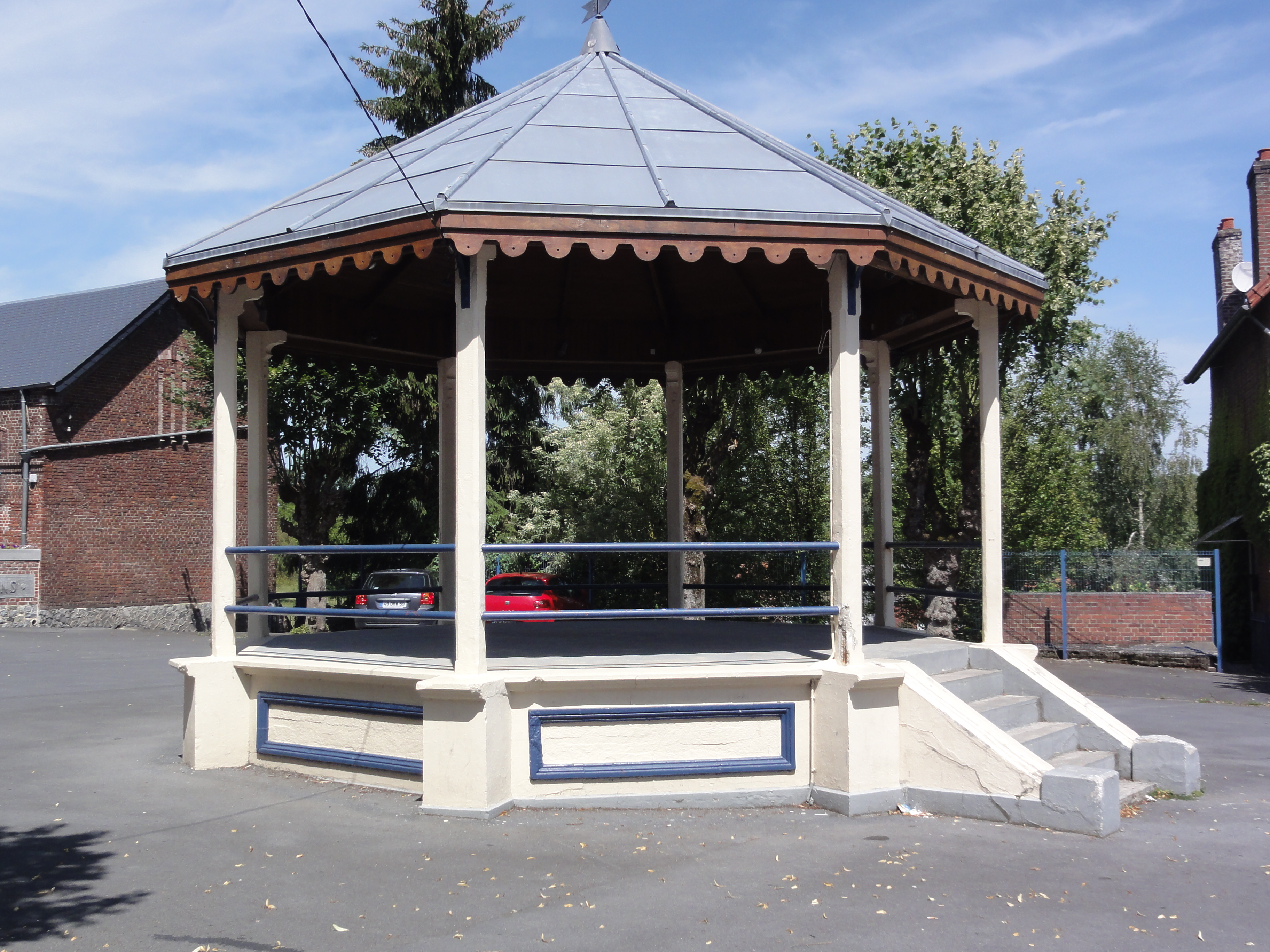
Musikpavillon

- Kirche Saint-Barthélemy
- Schloss Bellegnies
- Oratorium Notre-Dame-de-Bonsecours
- Marmor-Museum
- Musikpavillon